# محسن هاشمي
محسن هاشمي (بالفارسية: محسن هاشمی رفسنجانی) (و. 1961 – م) هو سياسي من إيران ولد في كرمان.

## التعليم
تعلم في جامعة مونتريال.